# Anni 760 a.C.
Gli anni 760 a.C. sono il decennio che comprende gli anni dal 769 a.C. al 760 a.C. inclusi.

## Morti
- Argishtis I di Urartu, re armeno